# 이정민 (1979년)
이정민(李貞旼, 1979년 3월 2일 ~ )은 전 KBO 리그 롯데 자이언츠의 투수이다.

## 선수 시절

### 아마추어 시절
경남고 시절 1~2학년 때 투수로 활동하다 3학년 때 대통령배 고교야구대회에서 타자로 출전해 2점 홈런을 쳐 냈고, 1998년 동아대에서 우완 에이스로 활약해 2001년 4학년 때 제 56회 전국대학야구선수권대회 8강전에서 14.2이닝동안 11탈삼진, 2피안타 무실점으로 승리 투수가 되며 동국대를 꺾고 4강에 올랐다.

### 롯데 자이언츠시절
2002년에 입단하였다.

### 상무 야구단시절
2006년 시즌 후 입대해 2008년 11월 10일 제대했다.

### 롯데 자이언츠복귀
2008년에 복귀하였다. 2010년에는 ABL 윈터 리그에 참가했다.
2012년 8월 29일 3254일만에 선발 승을 기록했다.,
,

## 야구선수 은퇴 후
2019년에 롯데 자이언츠의 잔류군 투수코치로 활동했다.

## 에피소드
- 그는 2003년 10월 2일 삼성 라이온즈전에 선발 등판해 이승엽에게 아시아 단일 시즌 개인 최다 홈런 기록인 56호 홈런을 허용했다. 그럼에도 불구하고 데뷔 첫 선발 승을 기록했다. 맞상대 팀이 삼성 라이온즈가 아니었지만, 우연히도 2012년은 이승엽이 한국에 복귀한 시즌이었다. 2003 시즌 후, 삼성 라이온즈는 SK 와이번스와 치른 준 플레이오프에서 우승 후보답지 않은 최악의 경기력을 보이며 2연패로 스윕당해 플레이오프 진출에 실패했는데, 선발 승을 따내고도 묻힌 그의 저주라는 설이 있다.이 경기 이후로 허용투수라는(....)별명이 생겼다.
- 2011년 9월 14일 롯데 자이언츠의 프랜차이즈 투수 최동원이 암으로 타계했고, 그 때 당시 그의 배번이었던 11번이 예전에 최동원이 썼던 번호여서 영구 결번을 위해 양보했다.[3]

## 출신 학교
- 동삼초등학교
- 경남중학교
- 경남고등학교
- 동아대학교

## 통산 기록
| 년도 | 팀     | 평균자책 | 경기수 | 승 | 패 | 세 | 홀드 | 완투 | 완봉 | 이닝    | 피안타 | 피홈런 | 4사구 | 탈삼진 | 실점 | 자책점 |
| ---- | ------ | -------- | ------ | -- | -- | -- | ---- | ---- | ---- | ------- | ------ | ------ | ----- | ------ | ---- | ------ |
| 2002 | 롯데   | 3.27     | 8      | 0  | 0  | 0  | 0    | 0    | 0    | 11      | 8      | 1      | 7     | 1      | 6    | 4      |
| 2003 | 롯데   | 6.00     | 2      | 1  | 0  | 0  | 0    | 0    | 0    | 9       | 10     | 3      | 3     | 1      | 6    | 6      |
| 2004 | 롯데   | 5.51     | 48     | 2  | 2  | 0  | 3    | 0    | 0    | 78 1/3  | 94     | 4      | 54    | 60     | 52   | 48     |
| 2005 | 롯데   | 3.82     | 56     | 6  | 7  | 7  | 4    | 0    | 0    | 94 1/3  | 86     | 6      | 52    | 63     | 41   | 40     |
| 2006 | 롯데   | 3.46     | 29     | 0  | 1  | 0  | 4    | 0    | 0    | 39      | 43     | 8      | 12    | 21     | 16   | 15     |
| 2009 | 롯데   | 3.74     | 31     | 1  | 2  | 1  | 5    | 0    | 0    | 43 1/3  | 52     | 3      | 14    | 26     | 19   | 18     |
| 2010 | 롯데   | 6.67     | 20     | 1  | 0  | 0  | 1    | 0    | 0    | 29 2/3  | 42     | 3      | 15    | 11     | 24   | 22     |
| 2011 | 롯데   | 3.72     | 9      | 0  | 0  | 0  | 1    | 0    | 0    | 9 2/3   | 12     | 3      | 4     | 6      | 4    | 4      |
| 2012 | 롯데   | 5.18     | 14     | 1  | 4  | 0  | 0    | 0    | 0    | 33      | 44     | 2      | 13    | 14     | 21   | 19     |
| 2014 | 롯데   | 2.43     | 25     | 1  | 1  | 0  | 8    | 0    | 0    | 33 1/3  | 42     | 1      | 15    | 25     | 14   | 9      |
| 2015 | 롯데   | 5.84     | 34     | 1  | 4  | 1  | 5    | 0    | 0    | 44 2/3  | 59     | 4      | 31    | 36     | 34   | 29     |
| 2016 | 롯데   | 3.27     | 48     | 3  | 2  | 2  | 3    | 0    | 0    | 55      | 59     | 5      | 14    | 45     | 22   | 20     |
| 통산 | 12시즌 | 4.38     | 324    | 17 | 22 | 11 | 34   | 0    | 0    | 480 1/3 | 551    | 43     | 219   | 309    | 259  | 234    |